# Proechimys canicollis
Proechimys canicollis es una especie de roedor de la familia Echimyidae.

## Distribución geográfica
Es endémica de Colombia